# Сосьете женераль восток
Банк Сосьете́ Женера́ль Восто́к — российский коммерческий банк, существовавший с 1993 по 2011 год. Полное наименование — Коммерческий акционерный банк «Банк Сосьете Женераль Восток» (закрытое акционерное общество) (фр. Banque Société Générale Vostok). Сокращённое наименование — ЗАО «БСЖВ» (фр. BSGV). Штаб-квартира находилась в Москве.
Входил в банковскую группу «Société Générale». 1 июля 2011 года присоединён к другому российскому банку этой группы — Росбанку.
БСЖВ имел генеральную лицензию на осуществление банковских операций ЦБ РФ № 2295 от 13 ноября 2002 года. Являлся участником ССВ под № 194.
«Банк Сосьете Женераль Восток» (БСЖВ) зарегистрирован как банк со 100-процентным участием иностранного капитала в апреле 1993 года в Москве на базе открытого ещё в 1973 году представительства. Первыми акционерами банка выступили французские АО «Женебанк», АО «Женефинанс» и АО «Сосьете Женераль». Клиентами являлись около 9 700 юридических и свыше 295 000 физических лиц.

## Объединение сРосбанком
В 2010 году Société Générale начала реструктуризацию своих банковских активов в России, в число которых помимо БСЖВ входят Росбанк, Русфинанс банк и Дельтакредит. В объединённой структуре французы получат 81,5 % акций.. Последняя структура БСЖВ — ОАО «Банк „Столичное Кредитное Товарищество“» останется пока дочерней структурой, не объединённой с остальными банками.
В феврале 2010 года БСЖВ и Росбанк объединили сеть банкоматов. Во всех банкоматах Росбанка владельцы карт БСЖВ могут совершать операции без дополнительных комиссий, и наоборот.
15 апреля 2011 года единственным акционером БСЖВ было принято решение о реорганизации банка в форме присоединения к Росбанку, которое состоялось 1 июля 2011 года. Все отделения будут объединены под эгидой Росбанка с пометкой «Группа Société Générale». Такую же пометку получит банк Русфинанс, банк Дельтакредит изменит логотип немного позже.

## Сотрудничество сISIC
За исключением Собинбанка, БСЖВ являлся единственным банком, эмитировавшим комбинированные карты Visa ISIC (Карта студента) и Visa IYTC (Карта молодого путешественника). Кроме того, БСЖВ был единственным банком, который выпускал данные карты уровня Visa Classic или выше (Собинбанк выпускает только уровня Visa Electron). Данные карты выпускаются в рамках пакета «Молодёжный».

## Рейтинги и статистика
- В 2011 году банк был представлен в 19 городах России и имел 67 отделений[1].
- Агентство Moody’s присвоило банку рейтинг Baa2[1].
- Входил в Топ 30 крупнейших российских банков по размерам активов (по данным ЦБ РФ на 1 октября 2009)[1].
- 9 место в Forbes (март 2009 года)[1].
- Самая быстрорастущая компания по среднегодовому приросту выручки в сфере финансов (по данным рейтинга самых быстрорастущих компаний по итогам 2008 года, журнал «Секрет Фирмы», октябрь 2009 год)[1].
- Звание Лучший банк России в категории «Экспортного и структурного финансирования 2006» по версии журнала Global Finance[1].